# Weimarer Beiträge
 (octobre 2024).
Si vous disposez d'ouvrages ou d'articles de référence ou si vous connaissez des sites web de qualité traitant du thème abordé ici, merci de compléter l'article en donnant les références utiles à sa vérifiabilité et en les liant à la section « Notes et références ».
Weimarer Beiträge (en français : « Contributions de Weimar ») est une revue littéraire allemande parue pour la première fois en 1955.
La revue était avec la Zeitschrift für Germanistik (en français : « Revue de germanistique ») l'une des plus importantes revues d'histoire littéraire de la RDA.
Édités depuis 1964 à l'Aufbau-Verlag, les Weimarer Beiträge. Zeitschrift zur Literaturwissenschaft, Ästhetik und Kulturwissenschaft proposent en 1991 dans leur programme d'être une revue « d'études littéraires » (littéralement : « en science de la littérature »), d'esthétique et « d'études culturelles » (littéralement : « en science de la culture »), alors que la revue sera désormais éditée au Passagen Verlag à Vienne.

## Historique
La revue a publié des critiques littéraires sérieuses et de la nouvelle littérature. Elle a réussi à créer un espace de débat pour les auteurs critiques, mais il a parfois été contraint de faire des compromis.
Depuis 1991, la revue Weimarer Beiträge: Zeitschrift zur Literaturwissenschaft, Ästhetik und Kulturwissenschaft (en français : « Contributions de Weimar : revue d'études littéraires, d'esthétique et d'études culturelles ») est publié à Vienne et à Berlin par Passagen Verlag. Elle est éditée par le philosophe Peter Engelmann (de), Michael Franz, et Daniel Weidner.

## Éditeurs

### Peter Engelmann
Le philosophe Peter Engelmann (né en 1947) a été condamné à deux ans de prison en RDA pour des raisons politiques en 1972 et a pu se rendre en Allemagne de l'Ouest un an plus tard. En tant que rédacteur en chef de Passagen Verlag, Engelmann a publié des ouvrages de Jacques Derrida, Jean-François Lyotard, Jean Baudrillard, Sarah Kofman, Peter Eisenman, Slavoj Žižek, Paul Virilio, Jacques Rancière, Jean-Luc Nancy et Gianni Vattimo.

### Michael Franz
Michael Franz a étudié à l'université Humboldt de Berlin. Quand il avait 19 ans, le parti l'a forcé à interrompre ses études à l'université pendant 3 ans parce qu'il avait publié 44 Thesen qui étaient considérés comme « parteifeindlich » (en français : « hostile au parti »), mais pas au socialisme. Dans la RDA, il était déjà très attaché à Weimarer Beiträge et avait été publié à plusieurs reprises dans ce journal.

## Citations
Plusieurs auteurs de la revue Études germaniques ont cité à plusieurs reprises des articles parus dans Weimarer Beiträge. Ainsi, par exemple, Études germaniques a fait référence à un article paru dans Weimarer Beiträge: Zeitschrift zur Literaturwissenschaft, Ästhetik und Kulturwissenschaft no 4 (1999). Cet article a été mentionné dans Études germaniques, t. 55 (2000)[réf. souhaitée].
La revue Lendemains a également fait référence à des articles de Weimarer Beiträge. Ainsi, le magazine a fait référence en 2005, par exemple, à l’article « Die Präromantiktheorie - eine Etappe in der Geschichte der Literaturwissenschaft? » (en français : « La théorie des pré-romantiques: une étape dans l'histoire des études littéraires ? »), dans : Weimarer Beiträge XII, no 5/6, 1966, p. 723-764[réf. souhaitée].
Le Bulletin signalétique: Philosophie s'est également référé à Weimarer Beiträge (par exemple en 1988)[réf. nécessaire].